# Александрены (Единецкий район)
Александрены (рум. Alexăndreni, Алексэндрень) — село в Единецком районе Молдавии. Наряду с селом Новые Гординешты входит в состав города Единец.

## География
Село расположено на высоте 183 метров над уровнем моря.

## Население
По данным переписи населения 2004 года, в селе Алексэндрень проживает 1328 человек (637 мужчин, 691 женщина).
Этнический состав села:
| Национальность | Число жителей | Процентный состав |
| -------------- | ------------- | ----------------- |
| молдаване      | 1272          | 95.78             |
| румыны         | 23            | 1.73              |
| украинцы       | 17            | 1.28              |
| русские        | 15            | 1.13              |
| прочие         | 1             | 0.08              |
| Всего          | 1328          | 100 %             |